# Domenico Fracassi di Torre Rossano
Domenico Fracassi Ratti Mentone, Marchese di Torre Rossano (Trino, 8 febbraio 1859 – Cherasco, 9 aprile 1945) è stato un diplomatico, imprenditore e politico italiano.
Imprenditore agricolo con vaste tenute nella provincia di Vercelli. La sua carriera diplomatica lo ha visto segretario di legazione di II classe a Parigi dal 1889 al 1895, anno in cui si ritira col titolo di consigliere di legazione onorario.